# Gareth McAuley
Gareth Gerald McAuley, född 5 december 1979, är en nordirländsk före detta fotbollsspelare (försvarare).

## Karriär
Den 3 september 2018 värvades McAuley av Rangers, där han skrev på ett ettårskontrakt. Den 30 september 2019 meddelade McAuley att han avslutade sin karriär.